# Tipula (Vestiplex) siddartha
Tipula (Vestiplex) siddartha is een tweevleugelige uit de familie langpootmuggen (Tipulidae). De soort komt voor in het Oriëntaals gebied.